# Pogogyne
Pogogyne — рід ароматичних однорічних трав, що населяють тихоокеанське узбережжя США (Каліфорнія, Орегон) й пн.-зх. Мексики; ростуть у відкритих, зазвичай сезонно затоплених районах.

## Біоморфологічна характеристика
Листки вузькі, від лінійних до лопатчастих, цілісні або зубчасті. Суцвіття (1)3–6-квіткових сидячих рідко коротконіжкових щитків у пазухах приквіток, на кінці пагона в щільному складному зонтику. Чашечка 2-губа, 5-лопатева (3/2), частки вузькотрикутні, задні як правило коротші, горло голе. Віночок від лавандового до фіолетового, рідко білого або жовтуватого забарвлення, 2-губий, 4-лопатевий (1/3), частки короткі, задня губа плоска, ціла, трубка видовжена. Тичинок 4. Горішки довгасто-яйцеподібні з округлою, зазвичай волохатою верхівкою. 2n = 38.

## Види
Рід містить 8 видів: 
1. Pogogyne abramsii J.T.Howell
2. Pogogyne clareana J.T.Howell
3. Pogogyne douglasii Benth.
4. Pogogyne floribunda Jokerst
5. Pogogyne nudiuscula A.Gray
6. Pogogyne serpylloides (Torr.) A.Gray
7. Pogogyne tenuiflora A.Gray
8. Pogogyne zizyphoroides Benth.